# Sollenkroka ö
Sollenkroka är en ö i Djurö socken i Värmdö kommun, strax norr om byn Sollenkroka. Sollenkroka ö är förbunden med den tidigare ön Ängsholmen via en bro, men landhöjningen har gjort att de båda öarna numera är förenade. Ön har en yta på 64 hektar.
Sollenkroka ö användes tidigare som betesö för Sollenkroka. Efterhand befolkades även öarna, vid sekelskiftet 1900 fanns en gård på Sollenkroka ö och en på Ängsholmen. Under 1960-talet lades jordbruket på Sollenkroka ö ned, samtidigt avstyckades 64 fritidstomter från den forna jordbruksmarken. Lite senare skedde samma sak även på Ängsholmen. Mycket av naturen, bestående av berghällar och skog finns dock fortfarande kvar på ön.

## Kommunikationer
Sollenkroka ö trafikeras av Waxholmsbolaget med reguljär turlista samt båttaxi.